# Campo de refugiados de Mesa Grande
El Campo de refugiados de Mesa Grande fue uno de los campamentos de refugiados salvadoreños asentados en San Marcos Ocotepeque, Honduras, en la década de 1980. El campo acogió a unas 11 mil personas.
Mesa Grande fue uno de los tres campos de refugiados más masivos junto a Colomoncagua y San Antonio.

## Historia
Según ACNUR, en septiembre de 1980 había 9.000 personas salvadoreñas exiliadas en Honduras y en los primeros meses de 1981 aumentaron a 15 mil, de los que 9 mil se asentaron en la zona de La Virtud-Guarita y 6 mil en Colomoncagua, departamento de lntibucá. Esta agencia de Naciones Unidas calcula que entre 1980 y 1992 unas 25 mil personas que huían del conflicto armado de El Salvador se exiliaron en Honduras.
Mientras que las personas que se habían asentado en Colomoncagua y San Antonio fueron distribuidas en varios campos más pequeños, cercanos a municipios, en La Virtud-Guarita se estableció un único campamento en las afueras, con unas 3 mil personas refugiadas, la mayoría de ellas distribuidas por diferentes pueblos y aldeas. Estas diferencias afectaron tanto a la capacidad organizativa de las personas refugiadas como a su seguridad, que en el caso del campo de Virtud-Guarita estaba mucho más expuesta a ataques de grupos militares.

### Reubicación
Cuando los refugiados salvadoreños empezaron a llegar a Honduras, el gobierno de ese país apostó por dejar que se quedaran cerca de la frontera. Sin embargo, al aumentar el número priorizó la reubicación. Según el investigador Demetrio Paredes, esta decisión se debió a los intereses del gobierno hondureño, pero también del salvadoreño y el estadounidense, que mientras denunciaban que los campamentos eran refugios de la guerrilla, llevaban a cabo operativos militares en la frontera. ACNUR aseguró que nunca recibió pruebas que sostuvieran los discursos que acusaban a los refugiados de guerrilleros.

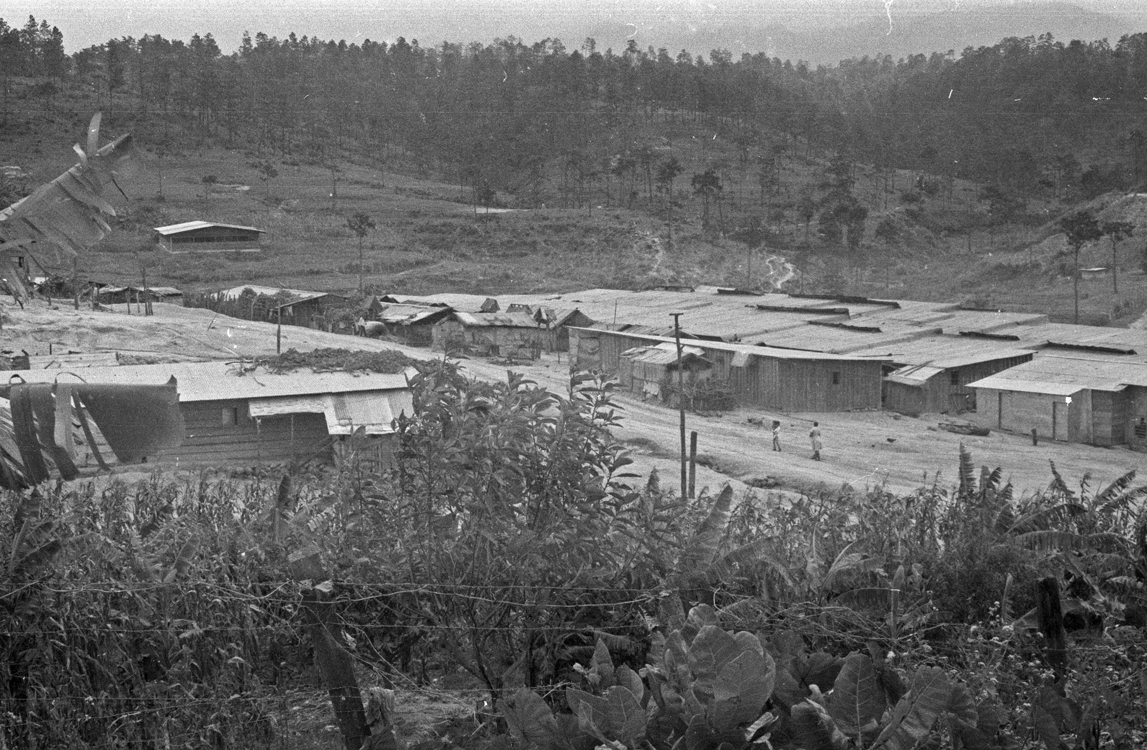
Imagen del exterior de las casas de madera de los refugiados de Mesa Grande.

Finalmente, el gobierno hondureño y ACNUR decidieron reubicar a los refugiados a pesar de la resistencia de estos y de organizaciones como Cáritas y del Comité Evangélico de Desarrollo y Emergencia Nacional (CEDEN). Entre noviembre de 1981 y abril de 1982 los refugiados del campamento La Virtud-Guarita fueron reubicados en Mesa Grande. Varios miembros de Cáritas fueron asesinados por militares en este proceso, entre ellos, Elpidio Cruz y Lucio Aguirre Monge. Además, los cuerpos armados asesinaron y desaparecieron al menos a 34 refugiados para forzar su salida. Estas acciones se dieron de forma coordinada entre los ejércitos hondureño y salvadoreño.

### El Campamento de Mesa Grande

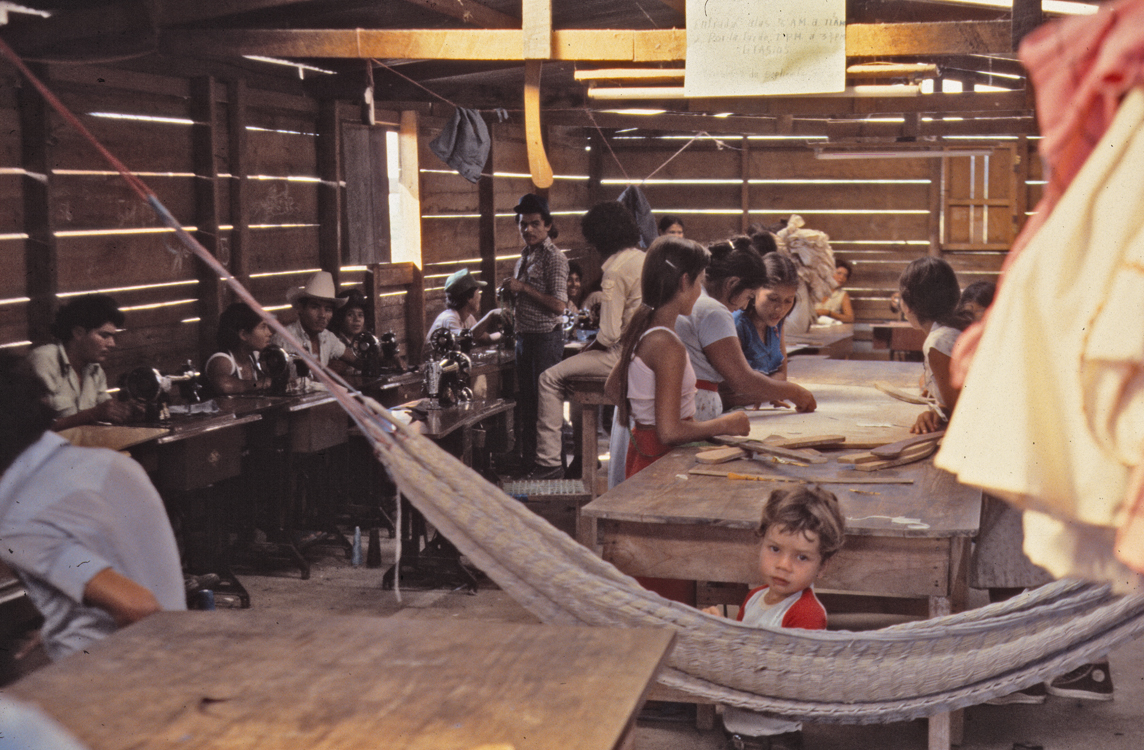
Taller de costura en el campo de refugiados en Mesa Grande, 1987.

A pesar de denominarse como campamento de refugiados, muchos de los testimonios de supervivientes hablan de condiciones carcelarias. Un cerco limitaba el perímetro que, además, estaba vigilado por patrullas del ejercito hondureño. Quienes lo cruzaban corrían el riesgo de sufrir violencia de todo tipo, incluida la sexual, también corrían el riesgo de ser asesinados o desaparecidos.
Al llegar, a Mesa Grande, ACNUR les repartía mantas, comida y las carpas para guarecerse. Posteriormente, las carpas pasaron a ser casas de madera.
En el campamento había talleres de costura y bordado, zapatería, sastrería, carpintería y de cuidado animales, entre otros. En esos talleres se cosía la ropa de las personas refugiadas, que según los testimonios se repartía dos veces al año y se confeccionaba toda del mismo color, a veces amarilla, a veces azul, según el color de la tela que les hubieran dado.

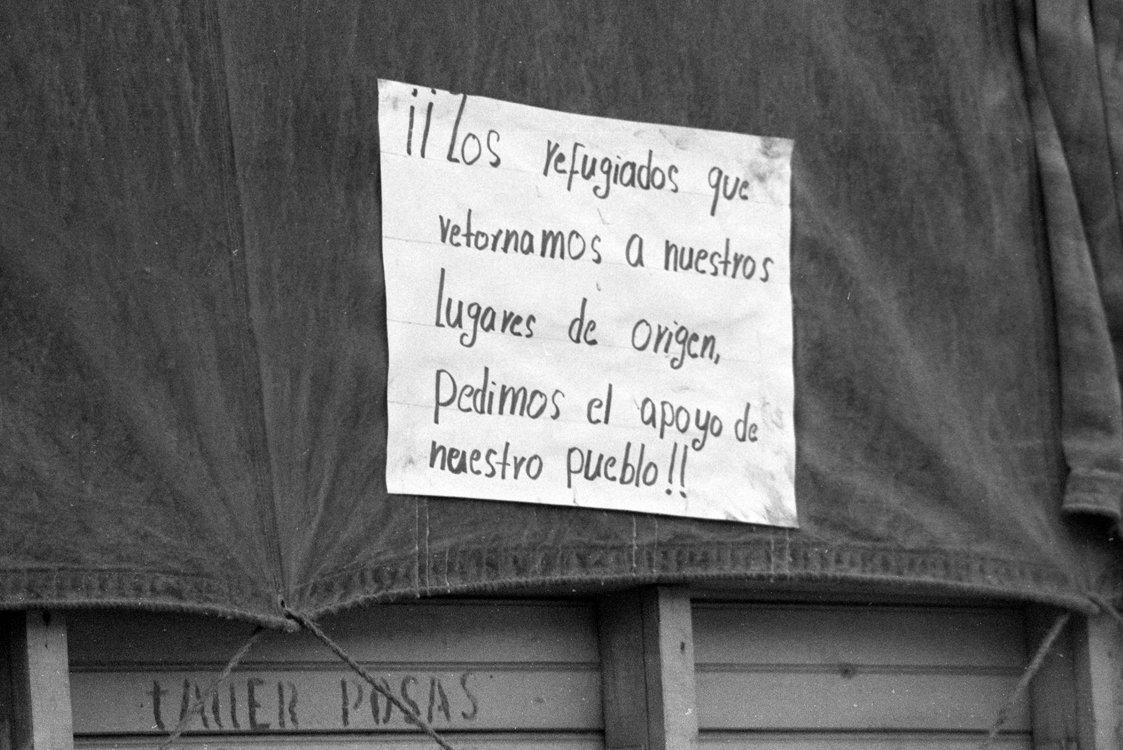
Mensaje dirigido a compatriotas salvadoreños para que apoyaran el reasentamiento, 1987.

### Repatriación
En 1987, con los acuerdos de Esquipulas, inició el retorno de las personas refugiadas en Mesa Grande a El Salvador. En octubre de ese año, se dio el primer retorno masivo, en el que unos 4500 salvadoreños iniciaron la repoblación de las comunidades de Chalatenango, Cuscatlán y Santa Marta del departamento de Cabañas del otro lado de la frontera. Si bien se ha sugerido que estas repatriaciones fueron dirigidas y lideradas por el FMLN, fue un retorno organizado de forma colectiva por los propios refugiados, que eran campesinos acostumbrados al abandono del Estado.

## Actos conmemorativos
Las comunidades repobladas celebran anualmente un encuentro en Mesa Grande. En 2024 se celebró el 14 Encuentro Internacional de Comunidades de exrefugiados en Mesa Grande, en el que participaron más de 3 mil personas que viajaron desde Cabañas, Chalatenango, Cuscatlán y La Libertad, cruzando las fronteras de El Poy, en Chalatenango, y el puente de La Integración, en Cabañas.